# Aceraius pilifer
Aceraius pilifer es una especie de coleóptero de la familia Passalidae.

## Distribución geográfica
Habita en Java (Indonesia).